# Riera d'Ardenya
La riera d'Ardenya és el resultat de la unió del torrent d'en Cuquet i de la riera de Can Nadal en la Serra de Sant Mateu, part de la serralada litoral. La riera d'Ardenya és afluent directe del riu Mogent i fa uns 3500 metres de llargària.
L'Ardenya fa de línia de fita entre els municipis de Vilanova del Vallès i Montornès del Vallès, en el seu tram final, incloent-hi el punt de trobada amb el Mogent. L'afluent més important de l'Ardenya és la riera de Vallromanes.

## Història
La riera d'Ardenya i la de Xaragall servien per obrir l'antic Camí real de Sant Genis de Vilassar a Granollers, pel coll de Can Boquet i per les cases de Vilanova i Palou, entre muntanyes.
Val a dir que en la bibliografia hi ha una certa confusió respecte a les rieres dels termes municipals del Vallès Oriental per causa de l'agregació del barri del Raval de Vallromanes al terme de Montornès del Vallès, i finalment el Raval ha acabat convertint-se en el nucli central de la Vilanova del Vallès.